# Verein für niederdeutsche Sprachforschung
Der Verein für niederdeutsche Sprachforschung (VndS) ist ein am 25. September 1874 in Hamburg gegründeter Sprachverein mit dem Ziel der wissenschaftlichen Erforschung der niederdeutschen Sprache und Literatur. Zur Diskussion neuer Fragestellungen und Studien steht der Verein nicht nur im norddeutschen Sprachraum, sondern auch in Europa und Übersee mit Mitgliedern und interessierten Sprachwissenschaftlern in Kontakt. Die Pflege der platt- oder niederdeutschen Mundarten selbst ist nicht Gegenstand der Vereinsarbeit, sehr wohl aber die wissenschaftliche Aufarbeitung sprachpraktischer Fragen.

## Geschichte
Der VndS wurde 1874 von Mitgliedern der germanistisch-literarischen Sektion des Vereins für Kunst und Wissenschaft ins Leben gerufen. Mitte Mai wurde von mehreren Hamburger Gelehrten beantragt, seine Gründung bei der zu Pfingsten in Bremen einberufenen Jahresversammlung des Hansischen Geschichtsvereins zu beschließen. Die erste, konstituierende Jahresversammlung fand am 20. Mai 1875 im Patriotischen Gebäude in Hamburg statt. Erster Vorsitzender war bis zum Jahr 1884 der Stadtbibliothekar August Lübben aus Oldenburg.
Die Erforschungen des Niederdeutschen auch in ihren historischen Bezügen deckte sich in vielen Punkten mit den Zielen des Hansischen Geschichtsvereins. Deswegen und wegen zahlreicher Doppelmitgliedschaften entwickelte sich eine enge wissenschaftliche Kooperation. Die beiden „Schwestergesellschaften“ veranstalteten in den Jahren 1874–2007 vielbeachtete gemeinsame Pfingsttagungen im gesamten nordeuropäischen Sprachgebiet bzw. in den Städten der ehemaligen Hanse.
Gleich mit Beginn der nationalsozialistischen Ära sah sich im März 1933 das jüdische Vorstandsmitglied, die niederdeutsche Philologin und erste Professorin an der Universität Hamburg Agathe Lasch genötigt, von ihrem Vorstandsamt zurückzutreten. Ab 1935 war der Verein für niederdeutsche Sprachforschung gleichgeschaltet.
Nach 1945 konnten keine Versammlungen mehr in ostdeutschen Städten stattfinden, bis auf eine Jahrestagung im Jahr 1958 in Rostock. Auch der wissenschaftliche Kontakt zu Vereinsmitgliedern in der DDR war von 1970 bis 1990 nicht möglich.

## Vereinstätigkeit
Das Hauptziel der Vereinsarbeit ist die Herausgabe sprachwissenschaftlicher Periodika.
Bereits seit Konstituierung des Vereins 1875 veröffentlicht ein Redaktionsausschuss das Jahrbuch des Vereins für niederdeutsche Sprachforschung, seit 1904 unter dem Titel Niederdeutsches Jahrbuch als Fachzeitschrift. Das Korrespondenzblatt des Vereins für niederdeutsche Sprachforschung erscheint seit 1876 mit kleineren Beiträgen, Tagungsberichten, Vereinsinformationen und auch populären Artikeln.
Über aktuelle Veröffentlichungen im Bereich der niederdeutschen Sprach- und Literaturwissenschaft informiert seit 1970 die Niederdeutsche Bibliographie. In unregelmäßigen Abständen veröffentlicht der Verein sprachwissenschaftliche Monographien und Druckwerke in ihren Schriftenreihen Denkmäler, Drucke, Forschungen und Wörterbücher.
Alle Publikationen des VndS erscheinen seit 1930 im Wachholtz Verlag Kiel (früher Neumünster). Das Korrespondenzblatt des Vereins für niederdeutsche Sprachforschung (Nd. Kbl.) wird seit 2019 von der Husum Druck- und Verlagsgesellschaft in Husum verlegt. Das Jahrbuch des Vereins für niederdeutsche Sprachforschung (Nd. Jb.) erscheint weiterhin im Wachholtz Verlag (Kiel/Hamburg).
Ein weiterer Schwerpunkt ist der wissenschaftliche Austausch in den jährlichen Tagungen, die mit wechselnden Schwerpunkten jeweils in der Woche nach Pfingsten in einer Hansestadt oder Stadt des niederdeutschen Sprachraums stattfinden.
Seit einigen Jahren können Nachwuchswissenschaftler in mehrtägigen Nachwuchskolloquien ihre Projekte zu niederdeutschen Forschungsthemen zur Diskussion stellen.

## Vorsitzende
- 1875–1884  August Lübben
- 1884–1893  Karl Ernst Hermann Krause
- 1893–1907  Alexander Reifferscheid
- 1907–1908  Wilhelm Seelmann-Eggebert
- 1909  Edward Schröder
- 1910–1923  Wilhelm Seelmann-Eggebert
- 1923–1939  Conrad Borchling
- 1939–1945  Hans Teske
- 1946–1966  Walther Niekerken
- 1966–1975  Gerhard Cordes
- 1975–1984  Jan Goossens
- 1984–1993  Dieter Möhn
- 1993–2002  Hubertus Menke
- 2002–2008  Jan Wirrer
- 2008–2017  Ingrid Schröder
- seit 2017  Michael Elmentaler